# Большой Авраль
Большо́й Авра́ль (чув. Пысăк Авăр ял) — река в России, протекает по Ульяновской и Самарской областям. Устье реки находитсяв 2 километрах по левому берегу от устья Большого Черемшана. Длина реки — 63 километра. Площадь водосборного бассейна — 1260 км². В 8,9 км от устья по левому берегу впадает река Малый Авраль.

## Этимология
По одной из теорий происхождение названия связано с монгольским словом эврел (сухое русло, пересыхающий), эту теорию подтверждает наличие у реки притока Сухой Авраль. По другой — название реки как и села Авраль происходит от чувашского гидронима Авăр ял диалектное Эвĕр ель - от Авăр - диал. Евĕр — омут, пучина, водоворот, кружиться (о воде в омуте) : тарăн авăр — глубокий омут, авăр вырăн — 1) водоворот, 2) место с омутами 3) авăра пут — утонуть в омуте, 4)пурнăç авăрĕ — перен. водоворот жизни.

## Данные водного реестра
По данным государственного водного реестра России относится к Нижневолжскому бассейновому округу, водохозяйственный участок реки — Большой Черемшан от истока и до устья. Речной бассейн реки — Волга от верхнего Куйбышевского водохранилища до впадения в Каспий.
Код объекта в государственном водном реестре — 11010000412112100005329.